# Alexandra Ledermann (série de jeux vidéo)
Pour l’article homonyme, voir Alexandra Ledermann.
Alexandra Ledermann est une série de jeux vidéo de simulation d'équitation. Elle tire son nom d'Alexandra Ledermann, première cavalière à gagner les Championnats d'Europe.
En 2009, plus d'un million d'exemplaires de jeux de la série avaient été vendus.

## Jeux de la série

### PC et consoles de salon
- Alexandra Ledermann : Équitation Passion
- Alexandra Ledermann 2 : Équitation Compétition
- Alexandra Ledermann 3 : Équitation Aventure
- Alexandra Ledermann 4 : Aventures au haras
- Alexandra Ledermann 5 : L'Héritage du haras
- Alexandra Ledermann 6 : L'École des champions
- Alexandra Ledermann 7 : Le Défi de l'Étrier d'or
- Alexandra Ledermann 8 : Les Secrets du haras
- Alexandra Ledermann : Le Haras de la vallée (PlayStation 2, Wii, 2007)
- Alexandra Ledermann : La Colline aux chevaux sauvages
- Alexandra Ledermann : L'Été au haras

### Consoles portables
- Alexandra Ledermann (Game Boy Advance, 2003)
- Alexandra Ledermann : Aventures au galop
- Alexandra Ledermann (Nintendo DS, 2006)
- Alexandra Ledermann 2 : Mon aventure au haras
- Alexandra Ledermann : Le Mystère des chevaux sauvages (Ener-G: Horse Riders en anglais)
- Alexandra Ledermann : Le Haras de la vallée (PlayStation Portable, 2009)
- Alexandra Ledermann 3D
- Alexandra Ledermann : Aventures au camp d'été